# Witchburner
Witchburner ist eine 1992 gegründete deutsche Thrash-Metal-Band.

## Geschichte
Witchburner wurde als Zwei-Mann Band von Tankred Best und Florian Schmidt 1992 gegründet. Nach einigen Proben wurde das erste Demo unter dem Titel "Future Tales" aufgenommen, welches aber auf Grund der schlechten Produktion nicht offiziell verkauft wurde.
Nach einigen Gigs wurde die Band für kurze Zeit auf Eis gelegt, da Tankred Best als Gitarrist bei der Band Drunken Devil aushalf. Drunken Devil wurde wieder aufgelöst und 1996 haben sich Tankred Best, Tony Skudlarek, Florian Schmitt und Simon Seegel zusammengetan um den Namen Witchburner wieder weiterleben zu lassen. Noch im selben Jahr wurde die erste CD Witchburner in Eigenregie und auf 500 Exemplare limitiert veröffentlicht. Nach einigen Gigs musste Florian Schmitt die Band verlassen und wurde durch Christoph Ungemach ersetzt.
Verschiedene Gigs, und eine kleine Tour wurden darauffolgend bestritten, bevor man 1998 erneut ins Studio ging, um die zweite CD "Blasphemic Assault" einzuspielen, welche einige Zeit später bei Undercover Records veröffentlicht wurde.
Nach diesen Aufnahmen verließ Tankred die Band und wurde durch Patrick Kremer und Andreas Schäddel ersetzt. Doch Andreas musste nach kurzer Zeit die Band wieder verlassen. Von nun an wechselte die Positionen am Schlagzeug stetig, bis 1999 in Balor eine passende Person gefunden wurde. Erneut wechselte die Besetzung als Christoph und Tony die Band verließen. Ersetzt wurde die Bassposition durch Andy Süss. Im September 2000 wurden zwei Lieder vom "Future Tales" Demo und vom "Blood is flowing" Reh. aufgenommen, welche beide auf der "United Forces of Metal Raging War" Split-EP mit Blizzard erschienen. Veröffentlicht wurde die EP von Iron Bonehead Productions in limitierter Auflage von 666 Stück.
Tankred wirkte als Gastgitarrist bei diesen Aufnahmen mit. Aber auch Balor musste die Band verlassen, da der Stress mit seinen zwei anderen Bands zu groß wurde, er wurde durch Volker Rössler ersetzt. Im Mai 2001 ging die Band erneut ins Studio um ihre dritte CD "Incarnation Of Evil" einzuspielen, welche im August erneut bei Undercover Rec. veröffentlicht wurde.
Nach einigen Gigs verließ auch Volker aus beruflichen Gründen die Band. Nach kurzer Suche wurde schnell wieder passender Ersatz gefunden. Den Posten als zweiter Gitarrist übernahm ab sofort Marcel und an den Drums sitzt jetzt Felix.
Im April 2002 erschien eine Live-Split-Picture ’10 mit Abigail limitiert auf 500 Stück. Kurze Zeit später wurde der Song "Die with Pride" für eine 4er Split-EP mit Derketa, Gravewürm und Sadomaniac aufgenommen, welche bei Iron Bonehead erschien. Im September wurde die "German Thrashing War" MCD aufgenommen, die dann bei R.I.P-Records in den USA veröffentlicht wurde, während die Vinylversion von der Band als Eigenproduktion rausgebracht wurde. Danach erschien bei Maniacal Records die Dead City (Violent Force Cover-Song) EP. Im Jahre 2004 wurde der Song "False Guardians" für eine Split-EP mit Bitterness aufgenommen, die über Danza Ipnotica Records aus Italien veröffentlicht wurde.
Anfang 2005 begann man mit der Produktion des fünften Albums "Final Detonation". Während der Aufnahme verließ Patrick aus persönlichen Gründen die Band. Mit Andy wurde schnell ein passender Ersatz am Gesang gefunden. Da aber alle Texte neu geschrieben werden mussten, lag die Produktion einige Zeit auf Eis und wurde erst im August fertiggestellt. Für das Cover-Painting wurde diesmal Jowita Kaminska beauftragt, die u. a. auch schon für Exodus, Attacker, Manilla Road, Metal Inquisitor usw. tätig war. Veröffentlicht wurde "Final Detonation" auf CD am 24. Oktober 2005 bei Undercover-Records und die Vinylversion folgte einige Wochen später.
Im Januar 2007 wurde mit der Produktion des sechsten Albums "Blood Of Witches" begonnen, welches dann im Juni bei Evil Spell Records veröffentlicht wurde. Für das Cover haben wir uns erneut für Jowita Kaminska entschieden die dem Ganzen wieder ein ansprechendes Äußeres verpassen hat. Die Vinylversion erschien im Oktober mit dem Bonustrack "Agent Orange" von Sodom in einer Auflage von 500 Stück. 2011 wurde Pino Hecker als neuer Sänger vorgestellt. Anfang 2012 spielte die Band in Portugal und Japan.

## Diskografie
Alben:
- 1996: Witchburner
- 1998: Blasphemic Assault
- 2001: Incarnation of Evil
- 2005: Final Detonation
- 2007: Blood Of Witches
- 2010: Demons
- 2013: Bloodthirsty Eyes

Ep's:
- 2002: German Thrashing War
- 2003: Arrival of the last storm / Dead city

Split: 
- 2000: United Forces (mit Blizzard)
- 2002: Live split Picture 10" with Abigail
- 2002: Behold The Legions Of Hell (mit Derketa, Gravewürm, Sadomaniac)
- 2005: Split EP mit Bitterness
- 2008: Booze Brothers Vol.1 (mit Bywar)
- 2008: Thrashing War (Split-CD mit Bywar)